# Italianamerican
Italianamerican is een documentaire uit 1974 van regisseur Martin Scorsese.

## Inhoud
Martin Scorsese interviewt zijn vader Charles en zijn moeder Catherine. Zo'n 50 minuten lang gaat Scorsese op zoek naar de Italiaanse roots van zijn ouders en de geheimen van hun huwelijk. Uit de documentaire blijkt ook dat beide ouders geboren vertellers zijn.

## Trivia
- Martin Scorsese stelde later dat de typische Italo-Amerikaanse taferelen die in de documentaire aan bod kwamen als basis dienden voor heel wat scènes in zijn films. Bijna elke scène, met uitzondering van de vechtscènes, uit de film Raging Bull (1980) leende veel van deze documentaire, aldus Scorsese.
- Tijdens de aftiteling wordt Catherines recept voor gehaktballen bekendgemaakt.